# Nikita (película)
Nikita es una película franco-italiana de 1990, del género policíaco, dirigida por Luc Besson. Protagonizada por Anne Parillaud, Tchéky Karyo, Jeanne Moreau, Jean-Hugues Anglade y Jean Reno en los papeles principales. 
Ganadora del premio César 1991 a la mejor actriz (Anne Parillaud) y candidata a ocho premios más. Ganadora del premio David di Donatello a la mejor actriz (Anne Parillaud)
Esta película dio origen a una serie de televisión canadiense protagonizada por Peta Wilson llamada La Femme Nikita y en septiembre de 2010 volverá a ser adaptada en forma de serie de televisión en EE. UU. por la CBS donde Nikita será interpretada por la estadounidense de origen asiático Maggie Q.

## Argumento
Una joven de 19 años (Anne Parillaud) desarraigada, pandillera y adicta a las drogas, es encarcelada después de haber cometido varios robos y asesinatos. Pero las autoridades se dan cuenta de que tiene algo especial que la hace diferente a los demás y que puede convertirse en un arma mortífera. Por eso la incluyen en un programa secreto de formación de sicarios donde la entrenan con dureza y le asignan una nueva identidad: Joséphine. Desde ahora, su misión será matar en beneficio de los intereses del gobierno francés.